# Šakvicei vonatkatasztrófa
A sakvicei vonatkatasztrófa 1953. december 24-én történt Csehszlovákiában (ma Csehország), Brno közelében a sakvicei vasútállomáson. Egy személyvonat állt a sakvicei vasútállomáson, amikor is a Prága-Pozsony között közlekedő gyorsvonat belerohant. A baleset következtében 103 fő életét vesztette és további 83 fő megsebesült.
A Belügyminisztérium szerint a vasúti dolgozók súlyos emberi mulasztása okozta a balesetet, amely miatt számos vasúti dolgozót letartóztattak. Egyes beszámolók szerint a gyorsvonat személyzete több üveg bort fogyasztott el a baleset előtt. Egyes források 100, míg mások 186 halálos áldozatról számolnak be.
Ez a szerencsétlenség az egyike annak a húsz legsúlyosabb vasúti katasztrófának, amely 1953-ig bezárólag bekövetkezett a vasúti közlekedésben.

## Fordítás
- Ez a szócikk részben vagy egészben  a(z)   Šakvice train disaster című angol Wikipédia-szócikk ezen változatának fordításán alapul.  Az eredeti cikk szerkesztőit annak laptörténete sorolja fel. Ez a jelzés csupán a megfogalmazás eredetét és a szerzői jogokat jelzi, nem szolgál a cikkben szereplő információk forrásmegjelöléseként.